# Oleksiy Hatin
Pour les articles homonymes, voir Hatin.
Oleksij Gatin est un joueur de volley-ball ukrainien né le 28 mai 1974. Il mesure 2,00 m et joue réceptionneur-attaquant.

## Clubs
| Club                | Pays    | De        | À         |
| ------------------- | ------- | --------- | --------- |
| Shaktar Donetsk     | Ukraine | 1991-1992 | 1993-1994 |
| Ravenne             | Italie  | 1994-1995 | 1994-1995 |
| Bologne             | Italie  | 1995-1996 | 1996-1997 |
| Ulbra São Luiz      | Brésil  | 1997-1998 | 1998-1999 |
| Macerata            | Italie  | 1999-2000 | 1999-2000 |
| Toyota Gosei Nagoya | Japon   | 2000-2001 | 2000-2001 |
| Pallavolo Falconara | Italie  | 2001-2002 | 2001-2002 |
| Dorica Ancône       | Italie  | 2002-2003 | 2002-2003 |
| Olympiakos          | Grèce   | 2003-2004 | 2003-2004 |
| Palma de Majorque   | Espagne | 2004-2005 | 2004-2005 |
| Tarante             | Italie  | 2005-2006 | …         |

## Palmarès
- Coupe d'Espagne : 2005
- Supercoupe d'Espagne : 2005
- Championnat du Brésil : 1998, 1999